# Systematik der Bockkäfer
In dieser Systematik der Bockkäfer werden die in Deutschland und/oder Nachbarländern heimischen Arten basierend auf dem System der Bockkäfer Europas (Danilevsky 2004) dargestellt. Ergänzungen der internationalen Taxa sollte im Laufe der Zeit erfolgen.
Es wurden alle Arten und Unterarten berücksichtigt, die in Europa vorkommen. Jedem Taxon wurde die Verbreitung mit Nationalitätenkennzeichen angegeben, soweit dies per Danilevsky 2004 bekannt war.
| Kürzel | Land                  |
| ------ | --------------------- |
| A      | Österreich            |
| AL     | Albanien              |
| B      | Belgien               |
| BG     | Bulgarien             |
| BIH    | Bosnien-Herzegowina   |
| BY     | Belarus               |
| CH     | Schweiz               |
| CZ     | Tschechische Republik |
| D      | Deutschland           |
| DK     | Dänemark              |
| E      | Spanien               |
| EST    | Estland               |
| F      | Frankreich            |

| Kürzel | Land           |
| ------ | -------------- |
| FIN    | Finnland       |
| GB     | Großbritannien |
| GR     | Griechenland   |
| H      | Ungarn         |
| HR     | Kroatien       |
| I      | Italien        |
| IRL    | Irland         |
| KZ     | Kasachstan     |
| L      | Luxemburg      |
| LT     | Litauen        |
| LV     | Lettland       |
| M      | Malta          |
| MD     | Moldawien      |

| Kürzel | Land                 |
| ------ | -------------------- |
| MK     | Mazedonien           |
| N      | Norwegen             |
| NL     | Niederlande          |
| P      | Portugal             |
| PL     | Polen                |
| RO     | Rumänien             |
| RUS    | Russische Föderation |
| S      | Schweden             |
| SK     | Slowakei             |
| SLO    | Slowenien            |
| TR     | Türkei               |
| UA     | Ukraine              |
| YU     | Jugoslawien          |

Wenn in Deutschland eine Gefährdung besteht, ist diese nach der Verbreitung nach der Roten Liste der Käfer Deutschlands angegeben. In der Roten Liste gibt es folgende Kategorien:
| Stufe | Bedeutung                     |
| ----- | ----------------------------- |
| 0     | Ausgestorben oder verschollen |
| 1     | Vom Aussterben bedroht        |
| 2     | Stark gefährdet               |
| 3     | Gefährdet                     |

## Systematik

### Unterfamilie Vesperinae
TRIBUS Vesperini
- Vesperus aragonicus Baraud, 1964 (E)
- Vesperus bolivari Oliveira, 1893 (P)
- Vesperus brevicollis Graells, 1858 (E, P)
- Vesperus conicicollis conicicollis Fairmaire & Coquerel, 1866 (früher V. baesuriensis Zuzarte, 1985) (E, P)
- Vesperus macropterus Sama, 1999 (I) (früher Unterart von Vesperus conicicollis, Endemit von Sardinien)
- Vesperus creticus Ganglbauer, 1886 (GR)
- Vesperus fuentei Pic, 1905 (E)
- Vesperus jertensis Bercedo & Bahillo, 1999 (E)
- Vesperus joanivivesi Vives, 1998 (E)
- Vesperus lucasi Barreda & García, 2013 (E)
- Vesperus luridus (Rossi, 1794) (F, HR, I)
- Vesperus nigellus Compte, 1963 (E)
- Vesperus sanzi Reitter, 1895 (E)
- Vesperus serranoi Zuzarte, 1985 (P)
- Vesperus strepens (Fabricius, 1792) (F, I)
- Vesperus xatarti Dufour, 1839 (E, F)

### Unterfamilie Parandrinae
TRIBUS Parandrini
- Neandra brunnea (Fabricius, 1798) (früher Parandra b.; Neozoon aus Nordamerika) (D)

### Unterfamilie Prioninae
TRIBUS Aegosomatini
- Aegosoma (Aegosoma) scabricornis (Scopoli, 1763) (früher Megopis s.) Körnerbock (A, AL, BG, BIH, BY, CH, CZ, D, E, F, GR, H, HR, I, MK, RO, RUS, SK, SLO, TR, UA, YU) RL D: 1

TRIBUS Callipogonini
- Ergates faber faber (Linnaeus, 1761) Mulmbock (A, AL, BG, BIH, BY, CH, CZ, D, E, F, GR, H, HR, I, LT, LV, NL, P, PL, RUS, S, SK, SLO, UA, YU) RL D: 2
- Ergates faber opifex Mulsant, 1851 (I)

TRIBUS Macrotomini
- Prinobius myardi myardi Mulsant, 1842 (früher Macrotoma scutellaris Germar, 1817) (BIH, E, F, GR, HR, I, P, UA, YU)
- Prinobius myardi proksi Slama, 1982 (GR)
- Rhaesus serricollis (Motschulsky, 1838) (AL, BG, GR, MK, TR, YU)

TRIBUS Meroscelisini
- Tragosoma depsarium (Linnaeus, 1767) Zottenbock (A, BG, BIH, BY, CH, CZ, D, E, EST, F, FIN, GR, HR, I, LT, LV, N, PL, RUS, S, SK, SLO, UA, YU) RL D: 2

TRIBUS Prionini
- Mesoprionus asiaticus (Faldermann, 1837) (KZ, RUS)
- Mesoprionus batelkai (Slama, 1996) (GR) wird inzwischen als Form von Mesoprionus besikanus angesehen
- Mesoprionus besikanus (Fairmaire, 1855) (AL, BG, GR, MK, TR, YU)
- Prionus coriarius (Linnaeus, 1758) Sägebock, Gerberbock (A, AL, B, BG, BIH, BY, CH, CZ, D, DK, E, EST, F, FIN, GB, GR, H, HR, I, KZ, L, LT, LV, MD, N, NL, P, PL, RO, RUS, S, SK, SLO, TR, UA, YU)
- Psilotarsus brachypterus hemipterus (Motschulsky, 1845) (KZ, RUS)

### UnterfamilieSchmalböcke(Lepturinae)
TRIBUS Enoploderini
- Enoploderes (Enoploderes) sanguineum Faldermann, 1837 (AL, RUS)

TRIBUS Lepturini
- Alosterna bicoloripes Pic, 1914 (GR, TR)
- Alosterna ingrica (Baeckmann, 1902) (BY, EST, LT, LV, PL, RUS, SK, UA)
- Alosterna pauli Pesarini & Sabbadini, 2004 (GR)
- Alosterna tabacicolor (De Geer, 1775) Feldahorn-Bock, Tabakfarbiger Schmalbock (A, AL, B, BG, BIH, BY, CH, CZ, D, DK, E, EST, F, FIN, GB, GR, H, HR, I, IRL, KZ, L, LT, LV, MD, MK, N, NL, PL, RO, RUS, S, SK, SLO, TR, UA, YU)
- Anastrangalia dubia dubia (Scopoli, 1763) (früher Leptura d.) Schwarzgesaumter Schmalbock (A, AL, BG, BIH, CH, CZ, D, E, F, GR, H, HR, I, LT, MK, PL, RO, SK, SLO, UA, YU)
- Anastrangalia dubia moreana (Pic, 1906) (GR)
- Anastrangalia montana steineri Sama, 1994 (GR)
- Anastrangalia reyi (Heyden, 1889) Gebirgs-Halsbock (früher A. inexpectata Jansson & Sjöberg, 1928; Leptura r.; Corymbia r.) (A, BY, CH, CZ, D, EST, F, FIN, I, LT, LV, N, PL, RO, RUS, S, SK, UA) RL D: 3
- Anastrangalia sanguinolenta (Linnaeus, 1761) (früher Leptura s.; A. sandoeensis Palm, 1953) Blutroter Halsbock (A, AL, BG, BIH, BY, CH, CZ, D, E, EST, F, FIN, GB, GR, H, HR, I, LT, LV, MK, N, NL, PL, RO, RUS, S, SK, SLO, UA, YU)
- Anoplodera rufipes rufipes (Schaller, 1783) (früher Leptura r.; A. krueperi Ganglbauer, 1882) Rotbeiniger Halsbock (A, BG, BIH, BY, CH, CZ, D, E, F, GR, H, HR, I, KZ, LT, LV, MD, PL, RO, RUS, SK, SLO, UA, YU) RL D: 3
- Anoplodera rufipes izzilloi Sama, 1999 (I)
- Anoplodera sexguttata (Fabricius, 1775) (früher Leptura s.) Sechstropfiger Halsbock, Gefleckter Halsbock (A, B, BG, BIH, BY, CH, CZ, D, DK, E, EST, F, FIN, GB, GR, H, HR, I, IRL, L, LT, LV, MD, MK, N, NL, PL, RO, RUS, S, SK, SLO, UA) RL D: 3
- Cornumutila quadrivittata (Gebler, 1830) (A, CH, CZ, F, I, PL, RO, RUS, SK, UA)
- Etorufus (Etorufus) pubescens (Fabricius, 1787) (früher Pedostrangalia p., Strangalia p.) Filzhaariger Halsbock (A, AL, BG, BIH, BY, CH, CZ, D, E, EST, F, FIN, GR, HR, I, LT, LV, N, PL, RO, RUS, S, SK, SLO, UA, YU) RL D: 2
- Judolia sexmaculata (Linnaeus, 1758) Sechsfleckiger Halsbock, Gefleckter Blütenbock (A, BY, CH, CZ, D, EST, F, FIN, GB, H, I, LT, LV, N, PL, RO, RUS, S, SK, UA) RL D: 2
- Leptura (Leptura) aethiops Poda, 1761 (früher Strangalia a.) Schwarzer Halsbock (A, AL, B, BIH, BY, CH, CZ, D, DK, E, EST, F, GR, H, HR, I, L, LT, LV, MD, NL, PL, RO, RUS, SK, SLO, UA, YU)
- Leptura (Leptura) annularis Fabricius, 1801 (früher Strangalia arcuata Panzer, 1793; L. arcuata) Bogenförmiger Halsbock (A, BIH, BY, CH, CZ, D, EST, F, H, HR, I, LT, LV, PL, RO, RUS, SK, UA) RL D: 3
- Leptura (Leptura) aurulenta Fabricius, 1792 (früher Strangalia a.) Goldhaariger Halsbock (A, AL, BG, BIH, CH, CZ, D, E, F, GB, GR, H, HR, I, IRL, L, P, PL, RO, RUS, SK, SLO, UA, YU) RL D: 2
- Leptura (Leptura) quadrifasciata Linnaeus, 1758 (früher Strangalia q.) Vierbindiger Schmalbock (A, AL, B, BG, BIH, BY, CH, CZ, D, DK, E, EST, F, FIN, GB, H, HR, I, IRL, KZ, L, LT, LV, MD, MK, N, NL, PL, RO, RUS, S, SK, SLO, TR, UA, YU)
- Leptura (Macroleptura) thoracica (Creutzer, 1799) (BIH, BY, EST, FIN, HR, LT, LV, PL, RO, RUS, SK, UA, YU)
- Lepturalia nigripes (De Geer, 1775) (A, BY, EST, FIN, KZ, LT, LV, N, PL, RO, RUS, S, SK, UA)
- Lepturobosca virens (Linnaeus, 1758) (früher Leptura v.) Grüner Schmalbock, Dichtbehaarter Halsbock (A, BG, BIH, BY, CH, CZ, D, E, EST, F, FIN, H, HR, I, LT, LV, N, PL, RO, RUS, S, SK, SLO, UA, YU) RL D: 3
- Neopiciella sicula (Ganglbauer, 1885) (I)
- Nivellia extensa (Gebler, 1841) (RUS)
- Nivellia sanguinosa (Gyllenhal, 1827) Ziegelroter Halsbock (A, BY, D, EST, FIN, N, PL, RO, RUS, S, SK, UA) RL D: 1
- Nustera distigma (Charpentier, 1825) (E, F, P)
- Oedecnema gebleri Ganglbauer, 1889 (früher O. dubia Fabricius, 1781) (RUS)
- Pachytodes cerambyciformis (Schrank, 1781) (früher Judolia c.) Gefleckter Blütenbock (A, AL, B, BG, BIH, BY, CH, CZ, D, DK, E, F, GB, H, HR, I, L, LT, LV, MD, MK, NL, PL, RO, RUS, SK, SLO, UA, YU)
- Pachytodes erraticus (Dalman, 1817) (früher Judolia erratica) Fleckenbindiger Halsbock (A, AL, BG, BIH, BY, CH, CZ, E, F, GR, H, HR, I, MD, MK, PL, RO, RUS, SK, SLO, TR, UA, YU) RL D: 0
- Pedostrangalia (Sphenalia) ariadne (Daniel, 1904) (GR)
- Pedostrangalia (Sphenalia) emmipoda (Mulsant, 1863) (BG, GR)
- Pedostrangalia (Pedostrangalia) revestita (Linnaeus, 1767) (früher Strangalia r.) Rotgelber Buchen-Halsbock (A, B, BG, BIH, CH, CZ, D, DK, E, F, GB, GR, H, HR, I, L, NL, P, PL, RO, S, SK, SLO, UA, YU) RL D: 2
- Pedostrangalia (Sphenalia) verticalis (Germar, 1822) (AL, BG, BIH, GR, HR, I, MK, RO, SLO, YU)
- Pedostrangalia (Sphenalia) verticenigra (Pic, 1892) (GR)
- Pseudovadonia livida (Fabricius, 1776) (früher Leptura l.) Kleiner Halsbock, Bleicher Blütenbock (A, AL, B, BG, BIH, BY, CH, CZ, D, DK, E, EST, F, GB, GR, H, HR, I, IRL, KZ, L, LT, LV, MD, MK, NL, PL, RO, RUS, SK, SLO, TR, UA, YU)
- Rutpela maculata (Poda, 1761) (früher Strangalia m., Leptura m.) Gefleckter Schmalbock (A, AL, B, BG, BIH, BY, CH, CZ, D, DK, E, EST, F, FIN, GB, GR, H, HR, I, IRL, KZ, L, LT, LV, MD, MK, N, NL, P, PL, RO, RUS, S, SK, SLO, UA, YU)
- Stenurella approximans (Rosenhauer, 1856) (E, P)
- Stenurella bifasciata (Müller, 1776) (früher Strangalia b.) Zweibindiger Schmalbock (A, AL, B, BG, BIH, BY, CH, CZ, D, E, EST, F, GR, H, HR, I, KZ, L, LT, LV, MD, MK, NL, P, PL, RO, RUS, SK, SLO, UA, YU)
- Stenurella hybridula (Reitter, 1901) (E, P)
- Stenurella melanura (Linnaeus, 1758) (früher Strangalia m.) Gemeiner Schmalbock, Schwarzschwänziger Schmalbock (A, AL, B, BG, BIH, BY, CH, CZ, D, DK, E, EST, F, FIN, GB, GR, H, HR, I, KZ, L, LT, LV, MD, MK, N, NL, P, PL, RO, RUS, S, SK, SLO, UA, YU)
- Stenurella nigra (Linnaeus, 1758) (früher Strangalia n.) Schwarzer Schmalbock (A, AL, B, BG, BIH, BY, CH, CZ, D, DK, E, EST, F, GB, GR, H, HR, I, KZ, L, LT, LV, MD, MK, N, NL, P, PL, RUS, S, SK, SLO, UA, YU)
- Stenurella samai (Rapuzzi, 1995) (TR)
- Stenurella sennii Sama, 2002 (F)
- Stenurella septempunctata septempunctata (Fabricius, 1792) (früher Strangalia s.) Siebenpunktierter Halsbock (A, AL, BG, BIH, CH, CZ, D, GR, H, HR, I, MD, MK, PL, RO, SK, SLO, UA, YU) RL D: 1
- Stenurella septempunctata latenigra Pic, 1915 (BG, TR)
- Stenurella vaucheri (Bedel, 1900) (E)
- Stictoleptura (Stictoleptura) cordigera cordigera (Füsslins, 1775) (früher Leptura c., Corymbia c.) Beherzter Halsbock (B, BG, BIH, CH, CZ, E, F, GR, HR, I, MK, RO, TR, UA, YU) RL D: 0
- Stictoleptura (Stictoleptura) cordigera anojiaensis (Slama, 1982) (GR)
- Stictoleptura (Stictoleptura) cordigera illyrica (Müller, 1948) (AL, BIH, GR, HR, YU)
- Stictoleptura (Stictoleptura) erythroptera (Hagenbach, 1822) (früher Leptura e., Corymbia e.) Rotflügliger Halsbock (A, BG, BIH, CH, CZ, D, E, F, GR, H, HR, RO, SK, YU) RL D: 1
- Stictoleptura (Stictoleptura) fontenayi (Mulsant, 1839) (früher Leptura f., Corymbia f.) (E, F, P)
- Stictoleptura (Stictoleptura) fulva (De Geer, 1775) (früher Leptura f., Corymbia f.) (A, AL, B, BG, BIH, CH, CZ, D, DK, E, F, GB, GR, H, HR, I, IRL, L, MK, NL, P, RO, RUS, SK, SLO, TR, UA, YU)
- Stictoleptura (Stictoleptura) hybrida (Rey, 1885) (früher Leptura h., Corymbia h.) (CH, E, F, I)
- Stictoleptura (Stictoleptura) maculicornis (De Geer, 1775) (früher Leptura m., Corymbia m.) Fleckenhörniger Halsbock (A, AL, B, BG, BIH, BY, CH, CZ, D, DK, E, EST, F, FIN, GR, H, HR, I, L, LT, LV, MD, N, PL, RO, RUS, S, SK, SLO, UA, YU)
- Stictoleptura (Stictoleptura) martini (Slama, 1985) (GR)
- Stictoleptura (Stictoleptura) oblongomaculata (Buquet, 1840) (I)
- Stictoleptura (Stictoleptura) otini (Peyerimhoff, 1945) (E)
- Stictoleptura (Stictoleptura) pallens (Brullé, 1832) (AL, BG, BIH, GR, HR, MK, RO, YU)
- Stictoleptura (Stictoleptura) picticornis (Reitter, 1885) (GR)
- Stictoleptura (Aredolpona) rubra (Linnaeus, 1758) (früher Leptura, r., Corymbia r.) Rothalsbock, Roter Halsbock (A, B, BG, BIH, BY, CH, CZ, D, DK, E, EST, F, FIN, GB, GR, H, HR, I, KZ, L, LT, LV, MD, N, NL, P, PL, RO, RUS, S, SK, SLO, UA, YU)
- Stictoleptura (Stictoleptura) rufa (Brullé, 1832) (AL, BG, BIH, GR, HR, I, MK)
- Stictoleptura (Stictoleptura) scutellata scutellata (Fabricius, 1781) (früher Leptura s., Corymbia s.) Haarschildiger Halsbock (A, AL, B, BG, BIH, BY, CH, CZ, D, DK, E, F, GB, GR, H, HR, I, IRL, L, MD, MK, P, PL, RO, RUS, S, SK, SLO, UA, YU) RL D: 3
- Stictoleptura (Stictoleptura) scutellata melas (Lucas, 1846) (früher S. melas) (I)
- Stictoleptura (Stictoleptura) simplonica simplonica (Fairmaire, 1885) (früher Leptura s., Corymbia s.) (F, I)
- Stictoleptura (Stictoleptura) simplonica ondreji (Slama, 1993) (GR)
- Stictoleptura (Stictoleptura) stragulata (Germar, 1824) (früher Leptura s., Corymbia s.) (E, F, P)
- Stictoleptura (Stictoleptura) tesserula (Charpentier, 1825) (früher Leptura t., Corymbia t.) (AL, BG, GR, H, PL, RO, SK, UA, YU)
- Stictoleptura (Stictoleptura) tonsa (Daniel & Daniel, 1891) (UA)
- Stictoleptura (Stictoleptura) trisignata (Fairmaire, 1852) (früher Leptura t., Corymbia t.) (E, F, P)
- Stictoleptura (Stictoleptura) variicornis (Dalman, 1817) (früher Leptura v., Corymbia v.) (BY, EST, LT, LV, PL, RUS, UA)
- Strangalia attenuata (Linnaeus, 1758) (A, AL, B, BG, BIH, BY, CH, CZ, D, DK, E, EST, F, FIN, H, HR, I, KZ, L, LT, LV, MD, MK, N, NL, PL, RO, RUS, S, SK, SLO, TR, UA, YU)
- Vadonia aspoeckorum Holzschuh, 1975 (GR)
- Vadonia bipunctata bipunctata (Fabricius, 1781) (KZ, RUS)
- Vadonia bipunctata mulsantiana Plavilstshikov, 1936 (MD, RUS, UA)
- Vadonia bisignata bisignata (Brullé, 1832) (BG, GR)
- Vadonia bisignata mahri Holzschuh, 1986 (GR)
- Vadonia dojranensis Holzschuh, 1984 (BG, MK)
- Vadonia hirsuta (Daniel & Daniel, 1891) (RO)
- Vadonia imitatrix (Daniel & Daniel, 1891) (BG, BIH, HR, I, YU)
- Vadonia insidiosa Holzschuh, 1984 (GR)
- Vadonia mainoldii Pesarini & Sabbadini, 2004 (GR)
- Vadonia moesiaca (Daniel & Daniel, 1891) (BG, GR, MK, YU)
- Vadonia monostigma Ganglbauer, 1881 (GR)
- Vadonia parnassensis (Pic, 1925) (GR)
- Vadonia steveni (Sperk, 1835) (H, MD, MK, RO, SK, SLO, UA)
- Vadonia unipunctata unipunctata (Fabricius, 1787) (A, BG, BIH, CZ, E, F, GR, H, HR, I, KZ, MD, PL, RO, RUS, SK, TR, UA, YU)
- Vadonia unipunctata dalmatina Müller, 1906 (BIH, HR)
- Vadonia unipunctata makedonica Holzschuh, 1989 (GR)
- Vadonia unipunctata ohridensis Holzschuh, 1989 (MK)
- Xestoleptura nigroflava (Fuss, 1852) (RO)

TRIBUS Oxymirini
- Oxymirus cursor (Linnaeus, 1758)(früher Toxotus c.) Schulterbock (A, B, BG, BIH, BY, CH, CZ, D, DK, E, EST, F, FIN, H, HR, I, L, LT, LV, MD, MK, N, NL, PL, RO, RUS, S, SK, SLO, UA, YU)

TRIBUS Rhagiini
- Acmaeops angusticollis (Gebler, 1833) (BY, PL, RUS)
- Acmaeops marginatus (Fabricius, 1781) Gelbrandiger Kugelhalsbock (A, B, BIH, BY, CH, CZ, D, E, EST, F, FIN, GR, HR, I, LT, LV, N, NL, PL, RUS, S, SK, UA) RL D: 2
- Acmaeops septentrionis (Thomson, 1866) Schwarzer Kugelhalsbock (A, BG, BY, CH, CZ, D, EST, F, FIN, I, LT, LV, N, PL, RO, RUS, S, SK, SLO, UA) RL D: 2
- Acmaeops smaragdulus (Fabricius, 1792) (BY, CH, F, FIN, I, LT, N, PL, RUS, S)
- Akimerus schaefferi (Laicharting, 1784) Breitschulterbock (A, BG, BIH, CH, CZ, D, E, F, GR, H, HR, MD, P, PL, RUS, SK, UA) RL D: 1
- Brachyta balcanicus Hampe, 1870 (AL, BG, RO, YU)
- Brachyta borni (Ganglbauer, 1903) (F)
- Brachyta interrogationis (Linnaeus, 1758) (früher Evodinus i.) Schwarzhörniger Fleckenbock (A, BY, CH, CZ, D, EST, F, FIN, I, LT, LV, N, PL, RUS, S, SK, UA) RL D: 2
- Brachyta variabilis (Gebler, 1817) (RUS)
- Carilia virginea (Linnaeus, 1758) (früher Gaurotes v.) Blaubock (A, AL, BG, BIH, BY, CH, CZ, D, EST, F, GR, H, HR, I, LT, LV, MD, MK, N, PL, RO, RUS, S, SK, SLO, UA, YU)
- Cortodera aspromontana Müller, 1948 (GR, I)
- Cortodera ciliata milaenderi Danilevsky, 2001 (RUS)
- Cortodera differens Pic, 1898 (= Cortodera steineri Sama, 1997) (GR)
- Cortodera discolor Fairmaire, 1866 (BG)
- Cortodera femorata (Fabricius, 1787) Kiefernwipfel-Tiefaugenbock, Schwarzer Tiefaugenbock (A, BG, BIH, BY, CH, CZ, D, EST, F, FIN, GR, H, HR, I, LT, LV, N, PL, RO, RUS, S, SK, SLO, UA) RL D: 3
- Cortodera flavimana flavimana (Waltl, 1838) (BG, GR, H, MK, RO, SK, TR, YU)
- Cortodera flavimana brachialis Ganglbauer, 1897 (GR)
- Cortodera holosericea (Fabricius, 1801) (früher C. birnbacheri Pic, 1898; C. velutina Heyden, 1876) (A, BIH, CZ, H, HR, I, RO, RUS, SK, SLO, UA, YU)
- Cortodera humeralis (Schaller, 1783) Eichen-Tiefaugenbock (A, B, BG, BIH, CH, CZ, D, E, F, H, HR, I, PL, RO, RUS, SK, UA, YU) RL D: 3
- Cortodera khatchikovi Danilevsky, 2001 (BG, RUS)
- Cortodera kiesenwetteri kiesenwetteri Pic, 1898 (RUS)
- Cortodera kiesenwetteri subtruncata Pic, 1934 (RUS)
- Cortodera moldovana Danilevsky, 1996 (MD)
- Cortodera pumila Ganglbauer, 1882 (RUS)
- Cortodera reitteri reitteri Pic, 1891 (früher C. alexandri Danilevsky, 1996) (RUS, UA)
- Cortodera reitteri taurica Plavilstshikov, 1936 (früher C. beckeriana Plavilstshikov, 1936) (UA)
- Cortodera ruthena ruthena Plavilstshikov, 1936 (KZ, RUS)
- Cortodera ruthena komarovi Danilevsky, 1996 (KZ)
- Cortodera ruthena rossica Danilevsky, 2001 (RUS, UA)
- Cortodera schurmanni Sama, 1997 (GR)
- Cortodera villosa villosa Heyden, 1876 (früher C. frivaldszkyi Kraatz, 1876; C. nigrita Heyden, 1876) (A, BIH, CZ, HR, MD, RUS, SK, UA, YU)
- Cortodera villosa circassica Reitter, 1890 (RUS)
- Dinoptera collaris (Linnaeus, 1758) (früher Acmaeops c.) Blauschwarzer Kugelhalsbock, Bunter Kugelhalsbock (A, AL, B, BG, BIH, BY, CH, CZ, D, DK, E, EST, F, GB, GR, H, HR, I, KZ, L, LT, LV, MD, MK, N, NL, P, PL, RO, RUS, S, SK, SLO, TR, UA, YU)
- Evodinellus (Evodinellus) borealis (Gyllenhal, 1827) (früher Evodinus b.) (BY, EST, FIN, LT, LV, N, PL, RUS, S, SK, UA)
- Evodinellus (Brachytodes) clathratus (Fabricius, 1792) (früher Evodinus c.) Rostbeiniger Fleckenbock (A, BG, BIH, CH, CZ, D, F, H, HR, I, MD, MK, PL, RO, SK, SLO, UA) RL D: 3
- Gnathacmaeops pratensis (Laicharting, 1784) (früher Acmaeops p.) Schulterstreifiger Kugelhalsbock, Gelbbrauner Kugelhalsbock (A, BG, BIH, BY, CH, CZ, D, E, EST, F, FIN, H, HR, I, KZ, LT, LV, MD, MK, N, PL, RO, RUS, S, SK, SLO, UA, YU) RL D: 2
- Grammoptera abdominalis (Stephens, 1831) (früher G. variegata Germar, 1824) (A, B, BG, BIH, BY, CH, CZ, D, DK, E, F, GB, GR, H, HR, I, IRL, L, MK, NL, PL, RO, SK, SLO, UA)
- Grammoptera auricollis basicornis Pic, 1924 (GR)
- Grammoptera auricollis bipustulata Steiner, 1975 (GR)
- Grammoptera ruficornis ruficornis (Fabricius, 1781) (früher G. atra Fabricius, 1775; G. holomelina Pool, 1905) Mattschwarzer Blütenbock, Rothörniger Blütenbock (A, AL, B, BG, BIH, BY, CH, CZ, D, DK, E, EST, F, GB, GR, H, HR, I, IRL, L, LT, LV, MD, N, NL, P, PL, RO, RUS, S, SK, SLO, UA, YU)
- Grammoptera ruficornis flavipes Pic, 1892 (I)
- Grammoptera ustulata (Schaller, 1763) (A, AL, B, BG, BIH, BY, CH, CZ, D, DK, E, F, GB, GR, H, HR, I, L, MD, N, NL, P, PL, RO, RUS, S, SK, SLO, UA, YU)
- Grammoptera viridipennis Pic, 1893 (I)
- Pachyta lamed (Linnaeus, 1758) Schwarzrandiger Vierfleckbock (A, BG, BY, CH, CZ, D, DK, EST, F, FIN, H, I, LT, LV, MD, N, PL, RO, RUS, S, SK, SLO, UA) RL D: 2
- Pachyta quadrimaculata (Linnaeus, 1758) Gelber Vierfleckbock (A, BG, BIH, BY, CH, CZ, D, DK, E, EST, F, FIN, H, HR, I, LT, LV, MD, MK, PL, RO, RUS, SK, SLO, UA, YU)
- Pidonia lurida (Fabricius, 1792) Bleichgelber Schnürhalsbock (A, BG, BIH, CH, CZ, D, F, GR, H, HR, I, LT, LV, MD, PL, RO, SK, SLO, UA, YU)
- Pseudogaurotina excellens (H, PL, RO, SK, UA)
- Rhagium (Hagrium) bifasciatum Fabricius, 1775 Gelbbindiger Zangenbock, Zweibindiger Zangenbock, Zweistreifiger Zangenbock (A, AL, B, BG, BIH, CH, CZ, D, DK, E, EST, F, GB, GR, H, HR, I, IRL, L, LT, MD, MK, N, NL, P, PL, RO, RUS, SK, SLO, TR, UA, YU)
- Rhagium (Rhagium) inquisitor (Linnaeus, 1758) Schrotbock, Kiefer-Zangenbock, Kleiner Zangenbock (A, AL, B, BG, BIH, BY, CH, CZ, D, DK, E, EST, F, FIN, GB, GR, H, HR, I, KZ, L, LT, LV, MD, N, NL, P, PL, RO, RUS, S, SK, SLO, TR, UA, YU)
- Rhagium (Megarhagium) mordax (De Geer, 1775) Schwarzfleckiger Zangenbock, Bissiger Zangenbock, Schrot-Zangenbock (A, AL, B, BG, BIH, BY, CH, CZ, D, DK, E, EST, F, GB, H, HR, I, IRL, L, LT, LV, MD, MK, N, NL, PL, RO, RUS, SK, SLO, UA, YU)
- Rhagium (Megarhagium) sycophanta (Schrank, 1781) Großer Laubholz-Zangenbock, Großer Zangenbock, Eichen-Zangenbock (A, AL, B, BG, BIH, BY, CH, CZ, D, DK, E, F, FIN, H, HR, I, L, LT, LV, MD, NL, PL, RO, RUS, S, SK, SLO, TR, UA, YU) RL D: 3
- Stenocorus (Stenocorus) insitivus (Germar, 1824) (UA)
- Stenocorus (Stenocorus) meridianus (Linnaeus, 1758) Variabler Stubbenbock (A, AL, B, BG, BIH, BY, CH, CZ, D, DK, E, EST, F, FIN, GB, GR, H, HR, I, L, LT, LV, MD, N, NL, PL, RO, RUS, S, SK, SLO, UA, YU)
- Stenocorus (Anisorus) quercus (Götz, 1783) Schwarzer Buchtschienenbock (A, B, BG, BIH, BY, CH, CZ, D, E, F, GR, H, HR, I, L, MD, NL, PL, RO, RUS, SK, UA, YU) RL D: 2

TRIBUS Rhamnusiini
- Rhamnusium bicolor bicolor (Schrank, 1781) Beulenkopfbock, Weidenbock (A, AL, BG, BIH, CH, D, E, F, HR, I, YU) RL D: 2
- Rhamnusium bicolor demaggii Tippmann, 1956 (I)
- Rhamnusium gracilicorne Thery, 1894 (A, AL, B, BG, BIH, BY, CH, CZ, D, EST, F, FIN, GR, H, HR, KZ, I, L, LT, LV, MD, MK, NL, PL, RO, RUS, SK, SLO, UA)
- Rhamnusium graecum graecum Schaufuss, 1862 (GR, I, TR)
- Rhamnusium graecum italicum Müller, 1966 (I)
- Rhamnusium testaceipenne Pic, 1897 (UA)

TRIBUS Xylosteini
- Leptorhabdium illyricum (Kraatz, 1870) (BIH, GR, HR, I, MK, SLO, YU)
- Leptorhabdium nitidum Holzschuh, 1974 (MK)
- Xylosteus bartoni Obenberger & Maran, 1933 (BG, MK)
- Xylosteus spinolae Frivaldsky, 1838 (früher X. rufiventris Germar, 1845; X. merkli Pic, 1910) (A, BG, BIH, HR, I, MK, RO, SLO, YU)

### Unterfamilie Necydalinae
TRIBUS Necydalini
- Necydalis (Necydalis) major Linnaeus, 1758 Großer Wespenbock, Schwarzbrauner Wespenbock (A, AL, B, BG, BIH, BY, CH, CZ, D, E, EST, F, FIN, GR, H, HR, I, KZ, L, LT, LV, MD, N, NL, PL, RO, RUS, S, SK, UA, YU) RL D: 1
- Necydalis (Necydalis) ulmi Chevrolat, 1838 Panzers Wespenbock (A, BG, BIH, BY, CH, CZ, D, E, F, GR, H, HR, I, LV, MK, PL, RO, SK, UA, YU) RL D: 1

### Unterfamilie Spondylidinae (inkl. Aseminae)
TRIBUS Anisarthronini
- Alocerus moesiacus (Frivaldsky, 1838) (BG, BIH, E, GR, HR, I, P, YU)
- Anisarthron barbipes (Schrank, 1781) Rosthaar-Bock (A, BG, BIH, CH, CZ, D, H, HR, I, PL, RO, SK, UA, YU) RL D: 2
- Schurmannia sicula Sama, 1979 (I)

TRIBUS Asemini
- Arhopalus ferus (Mulsant, 1839) Schwarzbrauner Gruben-Halsbock (A, B, BG, BIH, BY, CH, CZ, D, DK, E, EST, F, FIN, GB, GR, H, HR, I, KZ, L, LT, LV, MD, MK, NL, P, PL, RO, RUS, S, SK, SLO, UA, YU) RL D: 2
- Arhopalus rusticus (Linnaeus, 1758) Dunkelbrauner Halsgrubenbock, Grubenhalsbock, Feldbock (A, AL, B, BG, BIH, BY, CH, CZ, D, DK, E, EST, F, FIN, GB, GR, H, HR, I, KZ, L, LT, LV, MD, MK, N, NL, PL, RO, RUS, S, SK, SLO, UA, YU)
- Arhopalus syriacus (Reitter, 1895) (BIH, E, F, GR, HR, I, P, YU)
- Asemum striatum (Linnaeus, 1758) Düsterbock (A, AL, B, BG, BIH, BY, CH, CZ, D, DK, E, EST, F, FIN, GB, GR, H, HR, I, IRL, KZ, L, LT, LV, MD, N, NL, PL, RO, RUS, S, SK, SLO, UA, YU)
- Asemum tenuicorne Kraatz, 1879 (E, GR, I, RO, S, UA)
- Nothorhina muricata (Dalman, 1817) (früher N. punctata auct. nec Fabricius, 1798) Trommler (A, BIH, BY, CZ, D, E, EST, F, FIN, HR, I, KZ, LT, LV, N, P, PL, RUS, S, SK, UA) RL D: 1
- Tetropium aquilonium Plavilstshikov, 1940 (FIN, RUS, S)
- Tetropium castaneum (Linnaeus, 1758) Gemeiner Fichtensplintbock, Zerstörender Fichtenbock (A, AL, B, BG, BIH, BY, CH, CZ, D, DK, E, EST, F, FIN, GB, GR, H, HR, I, KZ, L, LT, LV, MD, N, NL, PL, RO, RUS, S, SK, SLO, UA, YU)
- Tetropium fuscum (Fabricius, 1787) Brauner Fichtenbock (A, B, BG, BIH, BY, CH, CZ, D, DK, EST, F, FIN, H, HR, I, LT, LV, MD, N, NL, PL, RO, RUS, S, SK, SLO, UA, YU)
- Tetropium gabrieli Weise, 1905 (A, B, BY, CH, CZ, D, DK, F, GB, H, I, L, NL, PL, RUS, SK, SLO, UA)

TRIBUS Saphanini
- Drymochares cylindraceus (Fairmaire, 1849) (E, P)
- Drymochares truquii Mulsant, 1847 (F, I)
- Oxypleurus nodieri Mulsant, 1839 (früher O. pinicola Wollaston, 1863) (BIH, E, F, GR, HR, I, P, UA)
- Saphanus piceus piceus (Laicharting, 1784) Schwarzer Bergbock (A, BIH, CH, CZ, D, F, H, HR, I, PL, RO, SK, SLO, UA, YU) RL D: 2
- Saphanus piceus bartolonii Sama & Rapuzzi, 1993 (GR)
- Saphanus piceus ganglbaueri Brancsik, 1886 (AL, BG, GR, MK, YU)

TRIBUS Spondylidini
- Spondylis buprestoides (Linnaeus, 1758) Waldbock, Rollenschröter (A, AL, B, BG, BIH, BY, CH, CZ, D, DK, E, EST, F, FIN, GR, H, HR, I, KZ, L, LT, LV, MD, MK, N, NL, P, PL, RO, RUS, S, SK, SLO, UA, YU)

### Unterfamilie Cerambycinae
- Icosium tomentosum (F)
- Hesperophanes sericeus (F)
- Trichoferus campestris (CZ, D?, H, PL, RO)
- Trichoferus griseus (CZ, F)
- Trichoferus fasciculatus (F)
- Trichoferus holosericeus (früher T. cinereus) (CH, F)
- Trichoferus pallidus (früher Hesperophanes p.) Bleicher Alteichen-Nachtbock (A, CZ, D, F, PL) RL D: 1
- Stromatium unicolor (früher S. fulvum) (D, F)
- Phoracantha semipunctata (F)
- Trinophylum cribratum (GB)
- Penichroa fasciata (Stephens, 1831) (F)
- Gracilia minuta (Fabricius, 1781) Weidenböckchen, Kleinbock, Zwergbock, Weidenkorbböckchen (A, B, CH, CZ, D, DK, F, FIN, GB, L, N, NL, PL, S)
- Axinopalpis gracilis Messerbock (A, CZ, D, PL) RL D: 1
- Nathrius brevipennis (Mulsant, 1839) Kleiner Kurzdeckenbock, Fliegenböckchen (A, B, CH, CZ, D, DK, F, FIN, GB, N, NL, PL, S)
- Molorchus minor (Linnaeus, 1758) Dunkelschenkel-Kurzdeckenbock, Kleiner Wespenbock, Fichten-Kurzdeckenbock (A, B, CH, CZ, D, DK, F, FIN, GB, L, N, NL, PL, S)
- Molorchus umbellatarum (Schreber, 1759) (A, B, CH, CZ, D, DK, F, GB, L, N, NL, PL, S)
- Molorchus marmottani Brisout, 1863 Marmottans Kurzdeckenbock (A, CH, CZ, D, F, PL) RL D: 1
- Molorchus kiesenwetteri (A, CH, F)
- Molorchus schmidti (früher M. salicicola) (CZ, PL)
- Brachypteroma ottomanum (S)
- Stenopterus flavicornis (A, CZ)
- Stenopterus rufus rufus (Linnaeus, 1767) Braunrötlicher Spitzdeckenbock (A, B, CH, CZ, D, F, L, NL, PL)
- Stenopterus rufus geniculatus (A)
- Stenopterus ater  (Linnaeus, 1767) (D?, F)
- Callimoxys gracilis (Brullé, 1832)
- Callimus angulatus (Schrank, 1789) (früher Callimellum angulatum) Schmaldeckenbock (A, CH, CZ, D, PL) RL D: 2
- Callimus abdominalis (F)
- Certallum ebulinum (F)
- Obrium cantharinum (Linnaeus, 1767) Dunkelbeiniger Flachdeckenbock (A, B, CH, CZ, D, F, FIN, L, N, NL, PL, S) RL D: 2
- Obrium brunneum (Fabricius, 1792) Gemeiner Reisigbock, Flachdeckenbock (A, B, CH, CZ, D, DK, F, GB, L, NL, PL, S)
- Stenhomalus bicolor (früher Obriopsis b.) (A)
- Deilus fugax (A, B, CH, CZ, F, L, PL)
- Cerambyx cerdo Linnaeus, 1758 Großer Eichenbock, Heldbock, Riesenbock, Spießbock (A, B, CH, CZ, D, DK, F, L, NL, PL, S) RL D: 1
- Cerambyx welensii (früher C. velutinus) (F)
- Cerambyx miles (A, CH, F)
- Cerambyx scopolii Füsslins, 1775 Kleiner Heldbock, Kleiner Eichenbock, Buchenbock, Buchenspießbock, Runzelbock (A, B, CH, CZ, D, DK, F, L, N, NL, PL, S) RL D: 3
- Purpuricenus budensis (F)
- Purpuricenus dalmatinus
- Purpuricenus desfontainii
- Purpuricenus globulicollis (A, F)
- Purpuricenus kaehleri Kahler Purpurbock, Blutbock (A, B, CH, CZ, D, F, PL) RL D: 1
- Aromia moschata (Linnaeus, 1758) Moschusbock (A, B, CH, CZ, D, DK, F, FIN, GB, IRL, L, N, NL, PL, S)
- Rosalia alpina (Linnaeus, 1758) Alpenbock (A, CH, CZ, D, F, PL) RL D: 2
- Rosalia batesi (Harold, 1877), Ostasien
- Hylotrupes bajulus (Linnaeus, 1758) Hausbock, Balkenbock (A, B, CH, CZ, D, DK, F, FIN, GB, IRL, L, N, NL, PL, S)
- Pronocera angusta Verschmälerter Scheibenbock (A, CZ, D, PL) RL D: 2
- Leioderes kollari Kollars Scheibenbock (A, CH, CZ, F, N, PL, S) RL D: 0
- Semanotus undatus Bayern-Bock, Nadelholz-Wellenbock (A, CH, CZ, F, FIN, N, PL, S) RL D: 3
- Semanotus laurasii laurasii (F)
- Semanotus laurasii corsicus (F)
- Semanotus russicus (A)
- Ropalopus insubricus (F)
- Ropalopus ungaricus Ungarischer Ahornbock, Metallfarbener Rindenbock (A, CH, CZ, D, F, PL) RL D: 2
- Ropalopus clavipes (Fabricius, 1775) Großer Ahornbock (A, B, CH, CZ, D, DK, F, NL, PL) RL D: 1
- Ropalopus femoratus (Linnaeus, 1758) Mattschwarzer Scheibenbock (A, B, CH, CZ, D, F, PL, S) RL D: 3
- Ropalopus varini (Bedel, 1870) (früher R. spinicornis (Abeille, 1869)) Dornhörniger Scheibenbock (A, CH, CZ, D, F, PL) RL D: 2
- Ropalopus macropus (Germar, 1824) Kleiner Ahornbock (A, CH, CZ, D, PL) RL D: 1
- Callidium violaceum Blauvioletter Scheibenbock, Veilchenbock, Blauer Scheibenbock (A, B, CH, CZ, D, DK, F, FIN, GB, IRL, L, N, NL, PL, S)
- Callidium coriaceum Platter Fichten-Scheibenbock (A, CH, CZ, D, F, FIN, L, N, PL, S) RL D: 3
- Callidium aeneum (De Geer, 1775) Blaufarbener Scheibenbock, Grüner Scheibenbock (A, B, CH, CZ, D, F, FIN, N, NL, PL, S)
- Pyrrhidium sanguineum (Linnaeus, 1758) Rothaarbock, Roter Scheibenbock (A, B, CH, CZ, D, DK, F, FIN, GB, L, N, NL, PL, S)
- Phymatodes testaceus (Linnaeus, 1758) Variabler Schönbock, Veränderlicher Scheibenbock, Rotgelber Scheibenbock (A, B, CH, CZ, D, DK, F, FIN, GB, L, N, NL, PL, S)
- Phymatodes pusillus pusillus (Fabricius, 1787) Kleiner Scheibenbock (A, B, CH, CZ, D, F, N, PL) RL D: 2
- Phymatodes pusillus barbipes (F)
- Phymatodes glabratus (Charpentier, 1825) Wacholderbock, Dunkler Schönbock (A, CH, CZ, D, F, PL) RL D: 3
- Phymatodes lividus (CZ, F) syn. Poecilium lividum
- Phymatodes rufipes (Fabricius, 1776) Rotbeiniger Scheibenbock (A, CH, CZ, D, F, PL) RL D: 2
- Phymatodes fasciatus (A, CH, F)
- Phymatodes alni (Linnaeus, 1767) Kleiner Schönbock, Bunter Scheibenbock (A, B, CH, CZ, D, DK, F, FIN, GB, L, N, NL, PL, S)
- Calchaenesthes oblongomaculata (Guerin, 1844) (GR, BG, RO)
- Anaglyptus gibbosus (CH, F)
- Anaglyptus mysticus (Linnaeus, 1758) Dunkler Zierbock, Geheimnisvoller Zierbock (A, B, CH, CZ, D, DK, F, GB, L, N, NL, PL)
- Anaglyptus luteofasciatus Pic 1905 (Gr)
- Xylotrechus arvicola (Olivier, 1795) Sauerkirschen-Widderbock (A, B, CH, CZ, D, F, L, NL, PL) RL D: 2
- Xylotrechus antilope antilope (Schönherr, 1817) Zierlicher Widderbock (A, CH, CZ, D, F, N, PL, S)
- Xylotrechus rusticus (Linnaeus, 1758) Grauer Espenbock, Dunkler Holzklafterbock, Holzwespenbock (A, CH, CZ, D, DK, F, PL) RL D: 2
- Xylotrechus pantherinus Panther-Holzwespenbock (A, CZ, D, F, FIN, N, PL, S) RL D: 1
- Xylotrechus ibex Dunkelhörniger Widderbock (FIN, PL) RL D: 0
- Xylotrechus capricornis (CZ, PL)
- Xylotrechus stebbingi (CH, F)
- Plagionotus arcuatus (Linnaeus, 1758) Eichenwidderbock, Wespenbock, Eichenzierbock (A, B, CH, CZ, D, DK, F, FIN, L, N, NL, PL, S)
- Plagionotus detritus (Linnaeus, 1758) Bunter Eichen-Widderbock, Hornissenbock (A, B, CH, CZ, D, F, NL, PL, S) RL D: 2
- Neoplagionotus bobelayei (Brullé, 1832) (früher Plagionotus b.)
- Echinocerus floralis (Pallas, 1773) (früher Plagionotus f.) (A, CH, CZ, D, F, PL)
- Isotomus speciosus (A, CZ, PL)
- Chlorophorus pilosus (Forster, 1771) Haariger Widderbock (D, F) RL D: 1
- Chlorophorus glabromaculatus (B, CH, D, F)
- Chlorophorus herbstii (Brahm, 1790) Grünlichgelber Wollkraut-Widderbock (A, CH, CZ, D, F, FIN, N, PL, S) RL D: 2
- Chlorophorus varius (O. F. Müller, 1776) Variabler Widderbock (A, CH, CZ, D, F, PL) RL D: 1
- Chlorophorus figuratus (Scopoli, 1763) Schulterfleckiger Widderbock (A, CH, CZ, D, F, L, PL) RL D: 2
- Chlorophorus sartor (O. F. Müller, 1766) Weißbindiger Widderbock (A, CH, CZ, D, F, L, PL) RL D: 3
- Chlorophorus ruficornis (F)
- Chlorophorus trifasciatus (Fabricius, 1781) (CH, F)
- Chlorophorus hungaricus (A, CZ)
- Rhaphuma gracilipes (PL)
- Cyrtoclytus capra Ziegen-Widderbock, Haarbock (A, CH, CZ, D, F, PL) RL D: 2
- Pseudosphegesthes cinerea Südwestlicher Eichen-Widderbock (D, F) RL D: 1
- Clytus tropicus (Panzer, 1795) Wendekreis-Widderbock (A, CH, CZ, D, F, PL) RL D: 2
- Clytus arietis (Linnaeus, 1758) Gemeiner Widderbock, Echter Widderbock (A, B, CH, CZ, D, DK, F, FIN, GB, L, N, NL, PL, S)
- Clytus lama Mulsant, 1847 Nadelholz-Widderbock, Schmalfühleriger Widderbock (A, CH, CZ, D, F, PL) RL D: 3
- Clytus robertae (F)
- Clytus rhamni bellieri (CH, D, F) RL D: 2
- Clytus rhamni temesiensis (A, CZ, D, PL) RL D: 2
- Neoclytus acuminatus (Fabricius, 1775) (CH, D, F, GB)

### UnterfamilieWeberböcke(Lamiinae)
TRIBUS Acanthocinini
- Acanthocinus henschi (A)
- Acanthocinus reticulatus Gerippter Zimmerbock (A, CH, CZ, D, F, PL) RL D: 2
- Acanthocinus griseus Braunbindiger Zimmerbock (A, B, CH, CZ, D, F, FIN, N, PL, S) RL D: 3
- Acanthocinus aedilis (Linnaeus, 1758) Zimmermannsbock, Zimmerbock (A, B, CH, CZ, D, DK, F, FIN, GB, L, N, NL, PL, S)
- Aegomorphus clavipes (früher Acanthoderes c.) Keulenfüßiger Scheckenbock (A, CH, CZ, D, DK, F, FIN, N, PL, S) RL D: 3
- Aegomorphus francottei (F)
- Exocentrus adspersus Gesprenkelter Wimperhornbock, Weißgefleckter Wimperhornbock (A, B, CH, CZ, D, F, L, PL, S) RL D: 3
- Exocentrus punctipennis Rüstern-Wimperhornbock (A, CH, CZ, D, F, PL) RL D: 2
- Exocentrus lusitanus Wimperhornbock (A, CH, CZ, D, DK, F, FIN, N, PL, S) RL D: 3
- Exocentrus stierlini (CZ, PL)
- Leiopus femoratus (F)
- Leiopus nebulosus Braungrauer Splintbock, Braungrauer Laubholzbock (A, B, CH, CZ, D, DK, F, FIN, GB, IRL, L, N, NL, PL, S)
- Leiopus punctulatus Schwarzhörniger Splintbock (A, CH, CZ, D, PL, S) RL D: 1
- Oplosia cinerea (früher O. fennica) Totholz-Lindenbock (A, CH, CZ, D, DK, F, FIN, N, PL, S) RL D: 2

TRIBUS Agapanthiini
- Calamobius filum Getreidebock (A, B, CH, CZ, D, F)
- Agapanthia kirbyi (F)
- Agapanthia asphodeli (CH, F)
- Agapanthia dahli Sonnenblumen-Bock (A, CH, CZ, F, PL) RL D: 0
- Agapanthia sicula malmerendii (F)
- Agapanthia cynarae (CZ, F)
- Agapanthia villosoviridescens Scheckhorn-Distelbock, Nesselbock, Linienhalsiger Halmbock (A, B, CH, CZ, D, DK, F, FIN, GB, L, N, NL, PL, S)
- Agapanthia cardui Weißstreifiger Distelbock (A, B, CH, CZ, D, F, PL) RL D: 2
- Agapanthia violacea Metallfarbener Distelbock (A, B, CH, CZ, D, F, L, PL) RL D: 3
- Agapanthia intermedia Langhaariger Scheckhornbock (A, CH, CZ, D, F, PL)
- Agapanthiola leucaspis (A, CZ)

TRIBUS Apodasyini
- Anaesthetis testacea Punktbrustbock, Kragenbock (A, B, CH, CZ, D, F, L, NL, PL, S) RL D: 3
- Deroplia troberti (früher Stenidea t.) (F)
- Deroplia genei (früher Stenidea g.) (A, CH, CZ, F)

TRIBUS Dorcadiini
- Dorcadion fulvum fulvum Braunroter Erdbock (A, CZ)
- Dorcadion fulvum canaliculatum (PL)
- Dorcadion aethiops (A, CH, CZ, D)
- Dorcadion pedestre (A, CZ, PL)
- Dorcadion arenarium subcarinatum (F)
- Dorcadion holosericeum (PL)
- Dorcadion equestre (PL)
- Dorcadion scopolii (A, CZ, PL)
- Iberodorcadion fuliginator fuliginator (früher Dorcadion f. f.) Grauflügliger Erdbock oder Variabler Erdbock (A, B, CH, D, F, NL, PL) RL D: 2
- Iberodorcadion fuliginator monticola (F)
- Iberodorcadion fuliginator meridionale (F)
- Iberodorcadion fuliginator navarricum (F)
- Iberodorcadion fuliginator pyrenaeum (F)
- Iberodorcadion fuliginator obesum (F)
- Iberodorcadion fuliginator striola (F)
- Iberodorcadion molitor (F)
- Iberodorcadion seoanei (E,P)
- Neodorcadion bilineatum (GR, H, HR, I, SK, UA)
- Neodorcadion virleti (GR)

TRIBUS Lamiini
- Lamia textor Weberbock (A, B, CH, CZ, D, DK, F, FIN, GB, IRL, L, N, NL, PL, S) RL D: 2
- Morimus asper asper (CH, F)
- Morimus asper funereus Trauerbock (A, CZ)

TRIBUS Mesosini
- Mesosa curculionoides Achtfleckiger Augenbock, Großer Augenfleckenbock (A, CH, CZ, D, F, N, PL, S) RL D: 2
- Mesosa nebulosa Graubindiger Augenfleckbock, Binden-Augenfleckenbock (A, B, CH, CZ, D, DK, F, GB, L, N, NL, PL, S)
- Mesosa myops (FIN, PL)

TRIBUS Monochamini
- Anoplophora glabripennis Asiatischer Laubholzbockkäfer (A, CH, D, F, I, NL)
- Anoplophora chinensis Citrusbockkäfer (D, CH, F, I)
- Monochamus saltuarius Waldgebirgs-Langhornbock (A, CZ, D, PL) RL D: 2
- Monochamus galloprovincialis Bäckerbock (A, CH, CZ, D, F, FIN, NL, PL, S) RL D: 3
- Monochamus sutor Einfarbiger Langhornbock, Schusterbock, Fichtenbock (A, CH, CZ, D, DK, F, FIN, N, NL, PL, S)
- Monochamus sartor Langhornbock, auch Schneiderbock (A, CH, CZ, D, F, PL)
- Monochamus urussovii (CZ, FIN, N, PL, S)

TRIBUS Parmenini
- Parmena balteus (CH, F)
- Parmena meregallii (F)
- Parmena unifasciata (CH, F)
- Parmena solieri solieri (F)
- Parmena solieri lanzai (F)

TRIBUS Phrissomini
- Herophila tristis (früher Dorcatypus t.) (A, CH, F)

TRIBUS Phytoeciini
- Mallosia graeca (GR)
- Oberea oculata Weiden-Linienbock, Rothalsiger Weidenbock, Bunter Linienbock (A, B, CH, CZ, D, DK, F, FIN, GB, L, N, NL, PL, S)
- Oberea pupillata Wurzelfleckiger Linienbock, Geißblatt-Linienbock (A, B, CH, CZ, D, F, PL) RL D: 3
- Oberea maculicollis (F)
- Oberea pedemontana (A)
- Oberea linearis Hasel-Linienbock, Haselbock (A, B, CH, CZ, D, DK, F, L, N, NL, PL, S)
- Oberea euphorbiae (A, CH, CZ, PL)
- Oberea erythrocephala Rotköpfiger Linienbock (A, CH, CZ, D, F, PL) RL D: 2
- Oberea moravica (A, CZ)
- Oxylia duponchelii (AL, BG, GR, MK)
- Phytoecia scutellata (A, CZ, D)
- Phytoecia affinis (früher P. nigripes) Schwarzfüßiger Walzenhalsbock (A, CH, CZ, D, F, PL) RL D: 3
- Phytoecia rubropunctata Rotpunktierter Walzenhalsbock (F) RL D: 0
- Phytoecia argus (A, CZ)
- Phytoecia cylindrica Zylindrischer Walzenhalsbock, Echter Walzenhalsbock (A, B, CH, CZ, D, DK, F, FIN, GB, L, N, NL, PL, S)
- Phytoecia nigricornis Schwarzhörniger Walzenhalsbock, Schwarzgrauer Walzenhalsbock (A, B, CH, CZ, D, F, FIN, L, PL, S) RL D: 3
- Phytoecia icterica Pastinakböckchen (A, CH, CZ, D, F, PL) RL D: 3
- Phytoecia caerulea Blaugrüner Walzenhalsbock (A, CH, CZ)
- Phytoecia pustulata Schafgarben-Böckchen (A, CH, CZ, D, F, PL) RL D: 2
- Phytoecia virgula Südlicher Walzenhalsbock (A, CH, CZ, D, F, PL) RL D: 1
- Phytoecia vulneris (F)
- Phytoecia rufipes (A, CH, F)
- Phytoecia erythrocnema (F)
- Phytoecia coerulescens Dichtpunktierter Walzenhalsbock (A, B, CH, CZ, D, F, L, NL, PL)
- Phytoecia molybdaena Klatschmohn-Walzenhalsbock (A, CH, CZ, D, F, PL) RL D: 1
- Phytoecia uncinata Wachsblumenböckchen (A, CZ, D, F, PL) RL D: 1

TRIBUS Pogonocherini
- Pogonocherus hispidulus Doppeldorniger Wimperbock (A, B, CH, CZ, D, DK, F, GB, IRL, L, N, NL, PL, S)
- Pogonocherus hispidus Dorniger Wimperbock, Rauer Wimperbock (A, B, CH, CZ, D, DK, F, FIN, GB, IRL, L, N, NL, PL, S)
- Pogonocherus perroudi (F)
- Pogonocherus caroli (F, S?)
- Pogonocherus eugeniae (A)
- Pogonocherus fasciculatus Gemeiner Wimperbock, Kiefernzweigbock, Weißbindiger Wimperbock (A, B, CH, CZ, D, DK, F, FIN, GB, L, N, NL, PL, S)
- Pogonocherus decoratus (A, B, CH, CZ, D, DK, F, FIN, N, NL, PL, S)
- Pogonocherus ovatus Dunkelbindiger Büschelflügelbock (A, B, CH, CZ, D, F, PL) RL D: 3

TRIBUS Pteropliini
- Niphona picticornis (F)
- Pterolophia m-griseum (F)

TRIBUS Saperdini
- Menesia bipunctata Zweipunktiger Kreuzdornbock, Schwarzbock (A, CH, CZ, D, F, PL) RL D: 3
- Saperda carcharias Großer Pappelbock, Walzenbock (A, B, CH, CZ, D, DK, F, FIN, GB, L, N, NL, PL, S)
- Saperda similis Mittlerer Pappelbock (A, B, CH, CZ, D, F, FIN, N, PL, S) RL D: 2
- Saperda scalaris scalaris Leiterbock (A, B, CH, CZ, D, DK, F, GB, L, NL, PL, S)
- Saperda scalaris hieroglyphica (FIN, N, S)
- Saperda perforata Gefleckter Espenbock, Gefleckter Pappelbock (A, CH, CZ, D, F, FIN, N, PL, S) RL D: 2
- Saperda punctata Vielpunktierter Pappelbock (A, CH, CZ, D, F, PL) RL D: 1
- Saperda octopunctata Grüner Lindenbock, Achtpunktierter Pappelbock (A, B, CH, CZ, D, F, PL) RL D: 2
- Saperda populnea Kleiner Pappelbock, Espenbock, Kleiner Aspenbock (A, B, CH, CZ, D, DK, F, FIN, GB, L, N, NL, PL, S)
- Stenostola ferrea Eisenfarbiger Lindenbock, Eisenbock (A, B, CH, CZ, D, DK, F, FIN, L, N, PL, S) RL D: 3
- Stenostola dubia Metallfarbener Lindenbock (A, B, CH, CZ, D, DK, F, GB, L, N, NL, PL, S)

TRIBUS Tetropini
- Gattung Lenotetrops
  - Lenotetrops ivanovae Danilevsky, 2012 (Afghanistan)
- Gattung Tetrops
  - Untergattung Tetrops (Tetrops)
    - Tetrops gilvipes Faldermann, 1837 (6 Unterarten nach Danilevsky 2019)
      - Tetrops gilvipes gilvipes Faldermann, 1837
      - Tetrops gilvipes adlbaueri Lazarev, 2012
      - Tetrops gilvipes efetovi Lazarev, 2012
      - Tetrops gilvipes mikati Sláma, 2019
      - Tetrops gilvipes murzini Lazarev, 2012
      - Tetrops gilvipes niger Kraatz, 1859

    - Tetrops mongolicus
    - Tetrops praeustus Gelber Pflaumenbock, Vieraugiger Pflaumenbock (A, B, CH, CZ, D, DK, F, FIN, GB, IRL, L, N, NL, PL, S) (4 Unterarten)
      - Tetrops praeustus praeustus
      - Tetrops praeustus algiricus
      - Tetrops praeustus anatolicus
      - Tetrops praeustus angorensis

    - Tetrops rosarum
    - Tetrops starkii Starks Pflaumenbock (A, CZ, D, DK, F, GB, N, NL, PL, S) (3 Unterarten)
      - Tetrops starkii starkii
      - Tetrops starkii aquilus
      - Tetrops starkii warnckei 

  - Untergattung Tetrops (Mimosophronica)
    - Tetrops bicoloricornis (4 Unterarten)
      - Tetrops bicoloricornis bicoloricornis
      - Tetrops bicoloricornis ferganensis Danilevsky, 2018 (Kirgisistan)
      - Tetrops bicoloricornis nigricornis Danilevsky, 2018 (Kirgisistan)
      - Tetrops bicoloricornis oshensis Danilevsky, 2018 (Kirgisistan)

    - Tetrops brunneicornis Pu, 1985 (Nord-China)
    - Tetrops elaeagni (3 Unterarten)
      - Tetrops elaeagni elaeagni
      - Tetrops elaeagni plaviltschikovi
      - Tetrops elaeagni shapovalovi Danilevsky, 2018 (Kasachstan)

    - Tetrops formosus (4 Unterarten)
      - Tetrops formosus formosus
      - Tetrops formosus bivittulatus
      - Tetrops formosus songaricus
      - Tetrops formosus strandiellus

    - Tetrops hauseri (2 Unterarten)
      - Tetrops hauseri hauseri
      - Tetrops hauseri kostini

## Außereuropäische Bockkäfer (Auswahl)

### Cerambycinae
Tribus Pytheini
- Brounopsis hudsoni Blair, 1937 (Neuseeland)

### Prioninae
- Callipogon relictus (Ferner Osten)
- Titanus giganteus Riesenbockkäfer (Südamerika)

### Lamiinae
Tribus Batocerini
- Batocera davidis Davidsbockkäfer (Südostasien)

Tribus Acrocini
- Acrocinus longimanus Harlekinbock (Mittel- und Südamerika)

Tribus  Agapanthiini
- Eucomatocera vittata (Südostasien)

Tribus Saperdini
- Blamada rubripronota Lin & Holzschuh, 2013 (Südostasien)

Tribus Hemilophini
- Gattung Mariliana Lane, 1970